# Wanglaophenia longicarpa
Wanglaophenia longicarpa är en nässeldjursart som beskrevs av Vervoort och Watson 2003. Wanglaophenia longicarpa ingår i släktet Wanglaophenia och familjen Aglaopheniidae. Inga underarter finns listade i Catalogue of Life.